# Johann Spölin

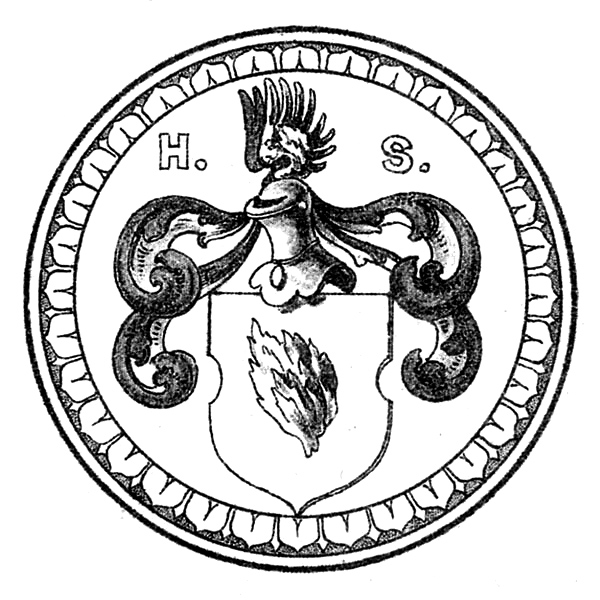
Das Wappen des Hans Spölin mit den Initialen H.S.

Johann Spölin (auch Hans oder Hanns Spölin; † 1595 in Heilbronn) war von 1575 bis 1595 Bürgermeister der Reichsstadt Heilbronn.

## Leben
Spölin war seit dem 18. Oktober 1523 Student an der Uni Heidelberg, später 1564 war Spölin auch Mitglied des Gerichtes, dann 1573 des kleinen Rats („von den Burgern“) und ab 1574 Schultheiß. Nachdem die erste Frau Spölins verstorben war, heiratete er Genoveva Nördlinger, mit der er zwei Kinder hatte: Conrad und Barbara. Conrad Spölin wurde später selbst Bürgermeister. Barbara heirate später Rockenbauch.